# Nude & Rude: The Best of Iggy Pop

Nude & Rude: The Best of Iggy Pop est une compilation d'Iggy Pop sortie en 1996.

## Liste des titres
1. I Wanna Be Your Dog - The Stooges
2. No Fun - The Stooges
3. Search and Destroy - Iggy & the Stooges
4. Gimme Danger - Iggy & the Stooges
5. I'm Sick of You
6. Funtime
7. Nightclubbing
8. China Girl
9. Lust for Life
10. The Passenger
11. Kill City
12. Real Wild Child
13. Cry for Love
14. Cold Metal
15. Candy
16. Home
17. Wild America